# الصراع بين الحوثيين والإمارات
تشكل الإمارات العربية المتحدة طرفاً رئيسياً في الحرب الأهلية اليمنية، ونشرت قواتها إلى جانب القوات السعودية في البلاد بالإضافة إلى دعمها للمجلس الانتقالي الجنوبي. وشكل السعوديون تحالفًا من الدول العربية وشنوا حملة عسكرية عام 2015 لإعادة الحكومة التي أطاح بها الحوثيون.

## الجدول الزمني
ـ 3 ديسمبر/كانون الأول 2017: قالت جماعة الحوثي إنها أطلقت صاروخ كروز استهدف مفاعل براكة النووي في مدينة أبو ظبي فيما نفت الإمارات ذلك، وأشارت إلى أنها تمتلك منظومة دفاع جوي قادرة على التعامل مع أي تهديد من أي نوع.
ـ 2 يونيو/حزيران 2018: حذر المتحدث العسكري باسم الحوثيين العميد الركن شرف غالب لقمان من أن أبو ظبي لم تعد آمنة بعد اليوم، وأنها في مرمى الصواريخ، ودعا المستثمرين في دبي وأبو ظبي إلى أخذ تصريحاته على محمل الجد.
ـ 26 يوليو/تموز 2018: أعلن الحوثيون استهداف مطار أبو ظبي بقصف نفذته طائرة دون طيار، بينما نفت الإمارات الهجوم وأعلنت وقوع حادث تسببت به مركبة لنقل الإمدادات.
ـ 27 أغسطس/آب 2018: أعلنت جماعة الحوثي أنها قصفت مطار دبي بطائرة مسيّرة وسط نفي إماراتي لذلك.
ـ 1 سبتمبر/أيلول 2018: أعلنت جماعة الحوثي قصف سلاح الجو المسيّر لمطار دبي الدولي بطائرة مسيّرة من طراز "صماد-3″، ولكن السلطات الإماراتية نفت ذلك.
ـ 23 سبتمبر/أيلول 2018: قال قائد قوات الدفاع الساحلي التابع لجماعة الحوثي العميد محمد قادري في تصريح للجزيرة، إنه إذا هاجم التحالف السعودي الإماراتي ميناء الحديدة أو عرقل العمل فيه، فإن ميناءي جبل علي في دبي وجدة في السعودية سيكونان في مرمى صواريخ القوات البحرية التابعة للجماعة.
ـ 30 سبتمبر/أيلول 2018: ذكرت قناة "المسيرة" الناطقة باسم الحوثيين أن سلاح الجو التابع لجماعة "أنصار الله" شن سلسلة غارات على مطار دبي الدولي باستخدام طائرة مسيرة من طراز "صماد 3″، بينما نفت الإمارات تعرض المطار لأي هجوم.
ـ 23 مايو/أيار 2019: بث الحوثيون فيديو قالوا إنه يعود لاستهدافهم منشآت في مطار أبو ظبي الدولي في عام 2018 بطائرة مسيرة، وكانت دولة الإمارات قد نفت تعرض المطار لأي هجوم، وقالت أبو ظبي إن الحادث تسببت به مركبة إمدادات و قال الحوثيون إن الطائرة التي استعملت في الهجوم على مطار أبو ظبي يطلق عليها اسم "صماد 3″، واستهدفت محطة المسافرين رقم واحد.
ـ 2 أغسطس/آب 2019: محمد البخيتي عضو المكتب السياسي للحوثيين قال للجزيرة إنهم قرروا تجميد استهداف أهداف داخل الإمارات بعد تغيير وصفه بالملموس في موقف أبو ظبي السياسي والعسكري من الحرب في اليمن.
ـ 18 سبتمبر/أيلول 2019: توعد المتحدث العسكري باسم الحوثيين العميد يحيى سريع الإمارات قائلا إن "عملية واحدة فقط ستكلفكم كثيرا".وتابع: "نقول للإمارات إذا أردتم السلامة لأبراجكم الزجاجية فاتركوا اليمن وشأنه"، مشيرا إلى أن لدى الحوثيين عشرات الأهداف ضمن بنك أهداف في الإمارات.
- في 3 يناير 2022، خطف مقاتلو الحوثيين سفينة شحن ترفع علم الإمارات قبالة الساحل اليمني وتم اعتقال أحد عشر من أفراد الطاقم.
- في 17 يناير 2022 نفذو الحوثيين هجمات 17 يناير 2022 في ابو ظبي موقعًا صناعيًا خارج أبو ظبي، مما أدى إلى اشتعال النار في شاحنات الوقود وقتل ثلاثة عمال أجانب. كما تم استهداف منطقة قرب المطار الدولي. زعم الحوثيون أنهم نفذوا هجمات على الإمارات سابقا، لكن هذه هي المرة الأولى التي يعترف فيها مسؤولون إماراتيون بمثل هذه الهجمات وأول مرة يقتل فيها أشخاص في مثل هذه الهجمات.
- في 21 يناير 2022، أكدت الإمارات بأنها تحتفظ بحق الرد ونفذت القوات الإماراتية غارة جوية على سجن في صعدة أسفرت عن مقتل ما لا يقل عن 87 شخصًا وإصابة أكثر من 266 آخرين.